# Stamping Ground (Kentucky)
Stamping Ground es una ciudad ubicada en el condado de Scott en el estado estadounidense de Kentucky. En el Censo de 2010 tenía una población de 643 habitantes y una densidad poblacional de 560,41 personas por km².

## Geografía
Stamping Ground se encuentra ubicada en las coordenadas 38°16′12″N 84°41′5″O / 38.27000, -84.68472. Según la Oficina del Censo de los Estados Unidos, Stamping Ground tiene una superficie total de 1.15 km², de la cual 1.14 km² corresponden a tierra firme y (0.23%) 0 km² es agua.

## Demografía
Según el censo de 2010, había 643 personas residiendo en Stamping Ground. La densidad de población era de 560,41 hab./km². De los 643 habitantes, Stamping Ground estaba compuesto por el 94.71% blancos, el 3.27% eran afroamericanos, el 0.78% eran amerindios, el 0.16% eran asiáticos, el 0% eran isleños del Pacífico, el 0% eran de otras razas y el 1.09% pertenecían a dos o más razas. Del total de la población el 0.78% eran hispanos o latinos de cualquier raza.